# مانيندرا أغراوال
مانيندرا أغراوال (بالإنجليزية: Manindra Agrawal)‏ (من مواليد 20 مايو 1966) هو أستاذ في قسم علوم وهندسة الكمبيوتر ونائب مدير المعهد الهندي للتكنولوجيا، كانبور في الهند. حصل على جائزة إنفوسيس الأولى للرياضيات وجائزة شانتي سواروب بهاتناغار للعلوم والتكنولوجيا في العلوم الرياضية في عام 2003. تم تكريمه بوسام بادما شري في عام 2013.